# Sony Ericsson Xperia mini
Sony Ericsson Xperia mini 及 Sony Ericsson Xperia mini pro 是索尼愛立信2011年8月推出，採用Android操作系统的智能手机。其中 Xperia mini pro 版本針對商務市場，設有滑動式、符合人體工學的鍵盤。

## 硬件
Xperia mini 與 Xperia mini pro 採用 3 吋電容式觸控顯示屏，解像度為 320 x 480，使用索尼的BRAVIA引擎顯示技術提高顯示效果。採用Qualcomm Snapdragon MSM 8255 1 GHz 單核處理器，500萬像素後置鏡頭，內置512 MB RAM。設有 micro USB 連接埠、microSD 卡插槽。手機機身有4種顏色選擇，包括黑、白、粉紅及藍綠色。

## 作業系統
Xperia mini 與 Xperia mini pro 採用 Android 2.3 Gingerbread作業系統，索尼已提供Android 4.0 (Ice Cream Sandwich) 的軟件升級。手機內置Timescape UI，及Facebook Inside Xperia，與Facebook等社交網站整合。Xperia Mini pro 版本比 Xperia mini 附送較多軟件，包括提供 Microsoft Exchange ActiveSync 功能的 Moxier Pro 等。

## 外部連結
- Xperia™ mini pro - 索尼官方網站（页面存档备份，存于） 中文